# 延安镇
延安镇，是中华人民共和国广西壮族自治区南宁市江南区下辖的一个乡镇级行政单位。

## 行政区划
延安镇下辖以下地区：
延安社区、新城村、那齐村、敬德村、平南村和华南村。